# ジーンデータ
Genedata（ジーンデータ）は、スイスに本社を置くバイオインフォマティクス企業で、ライフサイエンス研究における大規模な実験プロセスをサポートするエンタープライズソフトウェアソリューションを提供している。バイオ医薬品の研究開発における膨大かつ複雑なデータを扱うワークフローの自動化に重点を置き、相互運用可能な複数ソフトウェアソリューションにより構成される「Genedata Biopharma Platform」を開発・販売している。
がん免疫、細胞・遺伝子療法、ワクチンなどの分野で画期的な治療法を開発している革新的な研究開発機関を含む、世界トップ25のバイオ医薬品企業のすべてが、Genedataのソリューションを1つ以上導入している。
スイス（バーゼル）本社のほか、ドイツ、イギリス、アメリカ合衆国、シンガポール、日本にオフィスを構える。
2024年8月、ライフサイエンスおよび診断薬分野のグローバルイノベーターであるダナハーコーポレーション（NYSE：DHR）ライフサイエンス部門の事業会社になったことを発表した。

## 製品
Genedataのソフトウェアソリューションは、膨大かつ複雑な実験データの処理・統合・解析・管理の効率化を実現する。 Genedata Biopharma Platformは、7つのソフトウェア製品により構成されている。
Genedata Biologics
- 研究データの管理・解析・ワークフロー支援によって、モノクローナル抗体、二重特異性抗体、ADC、TCR、CAR-Tなど、バイオ医薬品創薬の変革を実現

Genedata Bioprocess
- バイオ医薬品製造の全過程（生産細胞株構築、上流・下流製造プロセス開発、製剤研究、分析業務）において次世代の製造プロセスを実現

Genedata Chromatics
- バイオ医薬品の研究開発ワークフローにおいて複数の装置やアッセイから得たクロマトグラフィーデータの処理・解析・管理を効率化[3]

Genedata Expressionist
- 質量分析 (MS) 機器を用いた特性解析ならびに品質モニタリングのワークフローを統合し、バイオ医薬品の質量分析を向上

Genedata Profiler
- 各種オミクス含め多岐に渡る患者データの処理・統合・安全管理・解析利用を可能にし、トランスレーショナルリサーチ、クリニカルリサーチをサポート

Genedata Screener
- 解析対象拡大や自動化によって複雑なアッセイのデータも含む全スクリーニングデータを取得・解析・管理し、創薬スクリーニングを効率化

Genedata Selector
- 細胞株構築から生物学的安全性評価まで、次世代シーケンス (NGS) の解析・管理業務を効率化し、研究開発を促進

Genedataは1997年設立以来、これらのソフトウェアソリューションの開発に取り組んでおり、ソフトウェアサブスクリプションライセンスモデルをもとに、製品毎に年間最大4回のソフトウェアアップデートをリリースしている。ソフトウェアのライセンスを販売するだけでなく、Software as a Service (SaaS) モデルによるホスティングサービスのほか、運用ITサービス、システム・データ統合やソフトウェアのカスタマイズ、サポート＆メンテナンス、トレーニング＆プロセスコンサルティングサービスなども提供している。

## 業界
Genedataは、膨大かつ複雑な実験データが生成される研究開発ラボで強い存在感を示している。世界中の多くのバイオ医薬品企業、農業・産業バイオテクノロジー企業、医薬品開発業務受託機関 (CRO)、アカデミック研究機関などがGenedataと協業している。

## オフィス
Genedataは、顧客のニーズに応えるため、世界各地にオフィスを設けている。

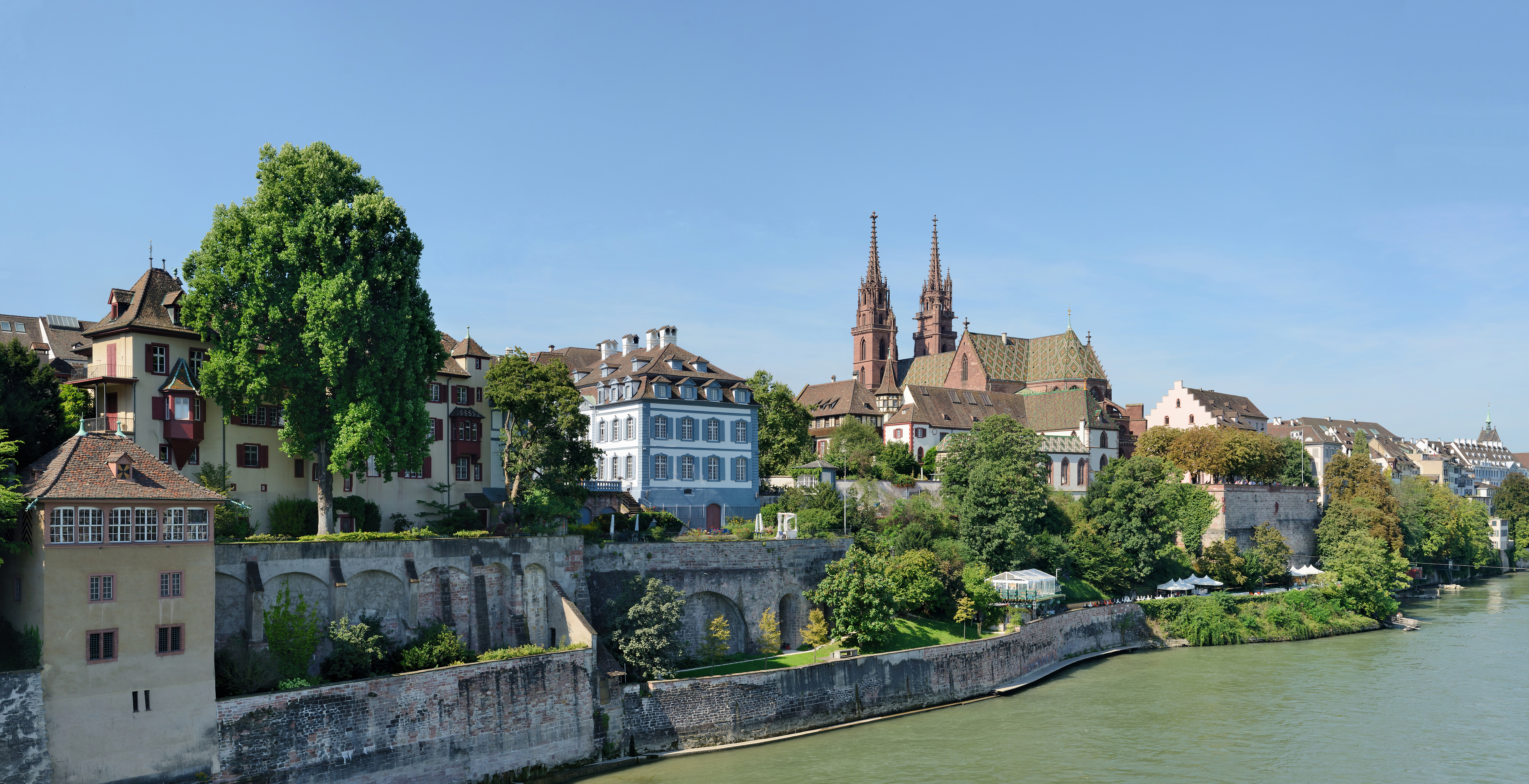
スイス、バーゼルGenedata AG（本社）

- Genedata AG - スイス：バーゼル（本社）
- Genedata GmbH - ドイツ：ミュンヘン
- Genedata KK - 日本：東京
- Genedata Pte Ltd - シンガポール
- Genedata Ltd - イギリス：ケンブリッジ
- Genedata Inc - アメリカ合衆国：ボストン、サンフランシスコ